# Мигна
Мигна— село в Ермаковском районе Красноярского края , административный центр Мигнинского сельсовета.

## География
Село находится примерно в  18 километрах по прямой на юго-запад от районного центра села Ермаковское.

## Климат
Климат резко континентальный с холодной продолжительной зимой и коротким жарким летом. Средняя многолетняя годовая температура воздуха составляет – 2 градуса, наиболее теплым является июль, наиболее холодным - январь. Наблюдаются значительные температурные абсолютные минимумы и максимумы: температура воздуха в декабре может опуститься до –50,4 °С, а в мае подняться до +30 °С.

## История
Мигна была основана как деревня в 1853 году переселенцами из Пермской, Орловской, Вятской, Оренбургской и Тульской губерний. Название новое поселение получило от рядом протекающей реки Мигонки. В 1905 г. построили церковь в честь святых Петра и Павла. В советское время работали колхозы «Трудовик», им. Кравченко и «Пушник Сибири», им. Кирова и им. Ленина.

## Население
| 1989 | 2002  | 2010  |
| ---- | ----- | ----- |
| 1254 | ↗1260 | ↘1155 |

Постоянное население составляло 1260 человек в 2002 году (95% русские),  1155 в 2010.

## Инфраструктура
В селе есть средняя школа, амбулатория, детский сад, библиотека, дом культуры, клуб.